# رولر ديربي
دَربي المزلجات المعجلة أو (نقحرة: رولر ديربي) هي رياضة تزلج بالعجلات واحتكاك مباشر تلعب بين فريقين يتكون كل فريق من 15 لاعب ن بينهم 5 في الملعب، يوجد نحو 1250 دوري للهواة حول العالم معظمها في الولايات المتحدة.
دربي المزلجات المعجلة سباق بين فريقين يمارس على ملعب بيضاوي الشكل. ويتكون الفريق من خمس لاعبين من بينهم لاعب الصدّ. وعندما ينطلق الفريقان في موكب واحد للتسابق يكون لاعب الصد في المركز الأخير وعليه تجاوز الموكب كله لتسجيل النقاط. وعلى كل فريق أن يساعد لاعب الصد على التجاوز وصد لاعب الفريق المنافس.